# Cubase
Cubase es una serie de aplicaciones informáticas para editar audio digital, MIDI y un secuenciador de música, (comúnmente conocidas como DAW - Digital Audio Workstation), creadas originalmente por la firma alemana Steinberg en 1989.

## Orígenes
Cubase inició su vida a finales de los 80 como un secuenciador y editor MIDI. El programa fue originalmente desarrollado para el Atari ST, más tarde se hizo la versión para Apple Macintosh y a mediados de los 90 para Microsoft Windows.
El Cubase original usaba un sistema operativo llamado MROS (MIDI Real-time Operating System) que corría bajo el propio sistema operativo nativo. Permitía ejecutar varias aplicaciones MIDI en el ordenador y pasar los datos entre ellas a tiempo real.
El MROS no funcionaba bien en Windows 3.0, pues este no fue previsto para aplicaciones en tiempo real.
Sin embargo, los sistemas operativos modernos están diseñados para soportar aplicaciones multimedia, así que las versiones actuales de Cubase no usan MROS.
El lanzamiento de Cubase Audio en 1991 para el Atari Falcon abrió una brecha en la tecnología de programas DSP poniendo al alcance doméstico la manipulación de audio en tiempo real. Esto era posible sin la necesidad de costosas tarjetas adicionales, como era el caso con el costoso Pro Tools y otros sistemas similares.

## Operación
Cubase crea proyectos que permiten al operador editar archivos MIDI, pistas de audio crudo, y otras informaciones asociadas como las letras de la canción, y presentarlos en un rango de formatos incluyendo notación musical, consola de edición, lista de eventos, etc. El operador también puede mezclar varias pistas en formato estéreo .wav o .mp3 listas para grabarlas en un CD.

## La llegada de Cubase 10
El 14 de noviembre de 2018, Steinberg presentó las versiones actualizadas Pro, Artist y Elements de Cubase 10. Las novedades de las actualizaciones se centran en mejoras importantes en la calidad del motor sonoro, optimizaciones de usabilidad, una gran cantidad de mejoras gráficas en plugins y herramientas, un paquete de sonidos actualizado, y muchos otros cambios.